# Zhou Yang (łyżwiarka)
Zhou Yang (chiń. 周洋; ur. 9 czerwca 1991) – chińska łyżwiarka szybka, specjalizująca się w short tracku, dwukrotna mistrzyni olimpijska.
Startowała podczas Zimowych Igrzysk Olimpijskich 2010 w Vancouver, gdzie bijąc rekord olimpijski zdobyła złoty medal na dystansie 1500 m. Kolejne złoto wywalczyła w sztafecie na 3000 m.

## Osiągnięcia

### Igrzyska olimpijskie
| Igrzyska olimpijskie | Data           | Konkurencja       | Miejsce |
| -------------------- | -------------- | ----------------- | ------- |
| Vancouver 2010       | 20 lutego 2010 | 1500 m            | złoto   |
| Vancouver 2010       | 24 lutego 2010 | 3000 m – sztafeta | złoto   |